# Lojsta slott
Lojsta slott är en medeltida borgruin i Stånga socken på mellersta Gotland. Anläggningen ligger söder om landsvägen mellan Lojsta kyrka och Etelhem samt mellan sjöarna Slottsträsk och Broträsk. 
Lojsta slott kan karaktäriseras som en befäst gårdsanläggning och består av tre husgrunder, en grop, en vall och sannolikt en vallgrav. Husgrunderna är 20–30 gånger 10 meter stora och omkring en halvmeter höga samt övertorvade. Vallen ligger söder om husgrunderna och är 100 meter lång, 3–10 meter bred och upp till 1,7 meter hög. Strax nordöst om Lojsta slott ligger en förborg som består av två bågformade vallar som är åtskilda av en vallgrav. Vallarna är 60–70 meter långa, 5–10 meter breda längd och 1–2 meter höga. Området är skogbeväxt.
Borgen tros ha uppförts av vitaliebröderna och förstördes troligen under 1400-talet.
I samband med exkursion 1992 påträffade en arkeologistuderande ett medeltida mynt på stigen, cirka tre meter ovanför trappan som leder upp på borgen i dess nordöstra sida. Myntet låg direkt på marken, på ett ställe som genom erosion var helt bart på vegetation. På platsen kunde också spåras några mindre slaggbitar. Myntet förvaras på Kungliga Myntkabinettet.

## Lojstahallen

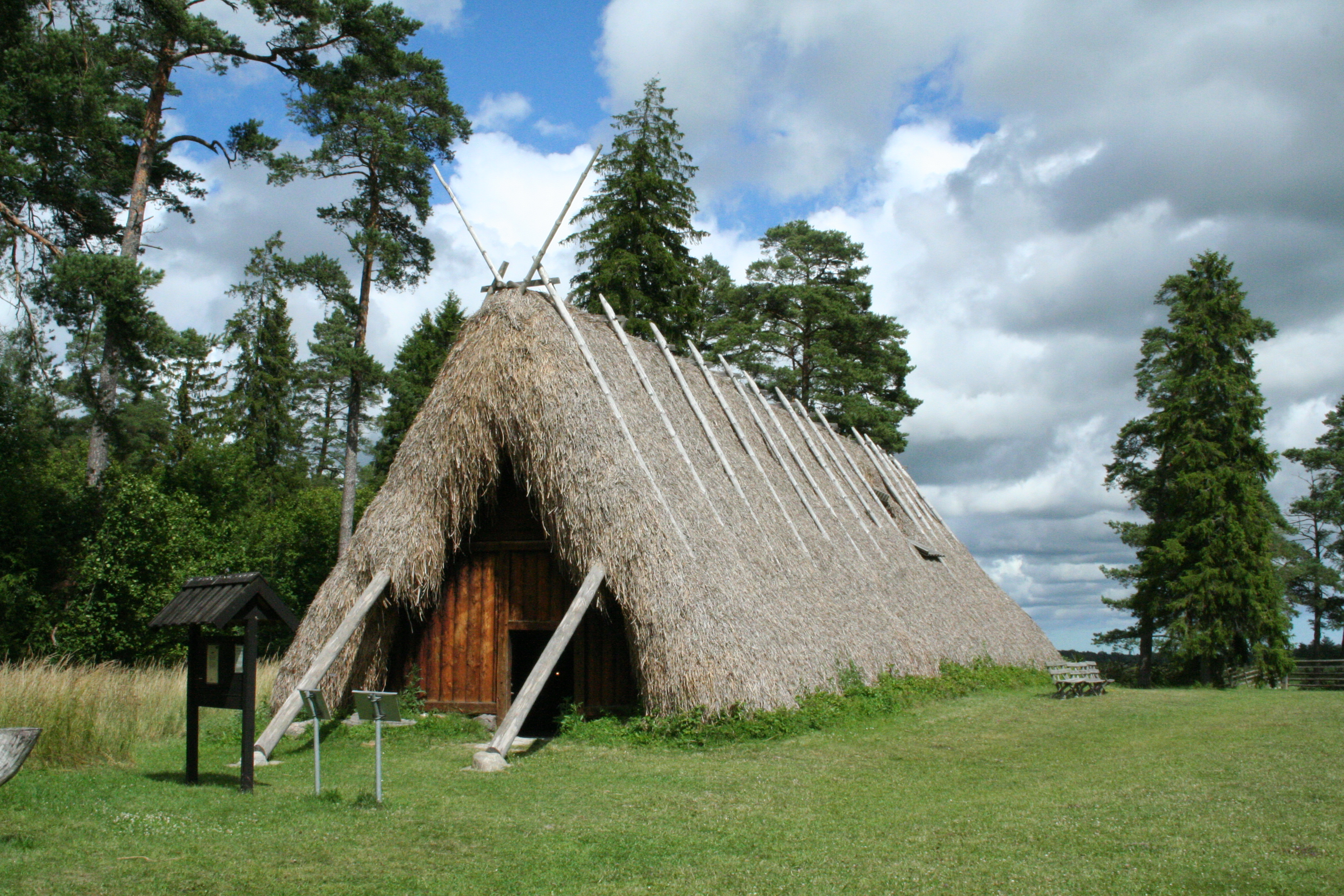
Lojstahallen

Omkring 150 meter nordöst om Lojsta slott, vid parkeringsplatsen, finns en rekonstruerad järnåldersbyggnad. Den benämns Lojstahallen eller Lojsta hall och är byggd på en husgrund från järnåldern som är 30 gånger 16 meter. Platsen grävdes ut 1929 av John Nihlén. Fynden var få och inte särskilt märkliga men tyder på att huset varit bebott under folkvandringstid.
1932 uppfördes en rekonstruerad byggnad som visade hur man då tänkte sig att byggnaden sett ut under järnåldern. Här bodde troligen människor och deras husdjur under samma tak. Människorna livnärde sig på boskapsskötsel, men även handel var en viktig del. Hallen är täckt med ag som är en växt som finns på de flesta gotländska myrar.